# Pycreus altus
Pycreus altus är en halvgräsart som först beskrevs av William Bertram Turrill, och fick sitt nu gällande namn av Kaare Arnstein Lye. Pycreus altus ingår i släktet Pycreus och familjen halvgräs. Inga underarter finns listade i Catalogue of Life.